# ハトマンダー
ハトマンダーは、1956年に第3次鳩山一郎内閣が小選挙区制導入を図った公職選挙法改正案のこと。

## 概要
1956年、鳩山内閣は衆議院議員総選挙において小選挙区制を導入するため、3月19日に小選挙区区割り案を含む公職選挙法改正案を閣議決定し、国会に提出した。改正案では議員定数を現行（当時）の467議席から30増の497議席とした上で、1人区457選挙区と2人区20選挙区の計477選挙区を設置するものとされた（後述）。なお、法案の上程までに一部の県の選挙区数や区割りが2回「訂正」という形で変更された。
しかし、国会提出に先立つ選挙制度調査会での区割り案答申の時点で、委員から改正案の区割りが不自然であると指摘されていた。
- 選挙区ごとの人口に大きなばらつきがあった[2]。
- 都道府県間の人口比が考慮されず、人口の多い県より少ない県のほうが定数が多くなるねじれが生じた[2]。
- 6選挙区[注釈 1]で飛び地が発生した。
- 2人区に設定された地域は、当時の最大野党・社会党が強い地域であった。

このため野党は「衆議院で改憲勢力が3分の2以上を獲得して憲法改正の下地を整えることが目的である」「党利党略」と批判した。また、与党・自民党内でも「旧自由党の地盤地域が分断され、旧民主党有利になっている」として反発が上がった。
4月30日、先議院の衆議院では、議長職権による本会議を開会し、自民党が強行採決しようとする姿勢をみせたため乱闘寸前の混乱を招いた。その後、特別委員会に差し戻すことで妥協が成立。
区割りに関する部分を切り離す修正を行ったあと、5月16日に強行採決で可決された。法案が参議院に移ったが、全国各地で反対運動が盛り上がったこともあり、審議未了で廃案となった。
鳩山一郎はのちに回顧録で「憲法改正を急ぎすぎて、そのために小選挙区制を取ろうとしたことは、鳩山内閣の最大の失敗だった」と振り返っている。

## 一覧
法案における都道府県ごとの選挙区数一覧を示す。『官報』および、『新聞月鑑』第87号（1956年4月）に所載された1956年3月17日付『朝日新聞』の記事によった。
2人区のある都道県は★を示した。
- 北海道 - 24★[注釈 2]
- 青森県 - 8
- 岩手県 - 7★[注釈 2]
- 宮城県 - 8★[注釈 2]
- 秋田県 - 7★[注釈 2]
- 山形県 - 8
- 福島県 - 12
- 茨城県 - 11★[注釈 2]
- 栃木県 - 10
- 群馬県 - 9★[注釈 2]
- 埼玉県 - 12★[注釈 2]
- 千葉県 - 13
- 東京都 - 41★[注釈 2]
- 神奈川県 - 15
- 新潟県 - 15
- 富山県 - 6
- 石川県 - 5★[注釈 2]
- 福井県 - 4
- 山梨県 - 5
- 長野県 - 12★[注釈 2]
- 岐阜県 - 9
- 静岡県 - 14
- 愛知県 - 18★★[注釈 2]
- 三重県 - 8★[注釈 2]
- 滋賀県 - 5
- 京都府 - 10
- 大阪府 - 24
- 兵庫県 - 17★★[注釈 2]
- 奈良県 - 5
- 和歌山県 - 6
- 鳥取県 - 4
- 島根県 - 5
- 岡山県 - 10
- 広島県 - 12
- 山口県 - 9
- 徳島県 - 5
- 香川県 - 6
- 愛媛県 - 9
- 高知県 - 5
- 福岡県 - 18★★[注釈 2]
- 佐賀県 - 6
- 長崎県 - 8★[注釈 2]
- 熊本県 - 9★[注釈 2]
- 大分県 - 7
- 宮崎県 - 6
- 鹿児島県 - 11

（※沖縄県は返還前のため、選挙区が設定されなかった。）